# Krystian Fołtyn
Krystian Fołtyn (ur. 13 stycznia 1943 w Katowicach, zm. 4 grudnia 2005) – polski żużlowiec.

## Życiorys
Licencję żużlową zdobył w 1958 roku. Reprezentował zespoły CKS Czeladź oraz Śląsk Świętochłowice. Do Śląska Świętochłowice ściągnął go Robert Nawrocki. Zadebiutował 15 maja 1960 w meczu z Tramwajarzem Łódź zdobywając komplet 12 pkt. W zespole Śląska tworzył parę z Janem Muchą. Dwukrotnie z Śląskiem uzyskiwał awans do I ligi, gdzie z powodzeniem występował i zdobył w 1969 i 1970 wicemistrzostwa Polski. Karierę zakończył wraz ze zdobyciem 3 miejsca w 1972.
Po zakończeniu kariery sportowej był toromistrzem, kierownikiem startu oraz kierownikiem zawodów.